# Macroteleia compar
Macroteleia compar är en stekelart som beskrevs av Muesebeck 1977. Macroteleia compar ingår i släktet Macroteleia och familjen Scelionidae. Inga underarter finns listade i Catalogue of Life.